# Честване на Априлското въстание в Копривщица
Честването на Априлското въстание и празника на град Копривщица, с връчване на наградата Почетен гражданин на Копривщица се провеждат ежегодно на 1 и 2 май на площад „20-ти Април“, за първи път през 1926 г.
В течение на годините постепенно непосредствените участници в събитията от 1876 г, които участват в празненствата са заменени от ентусиасти от Народното читалище, Дирекцията на музеите и Детската градина. Възрастта на изпълнителите достигаща до 200 души, варира от бебе в ръцете на нрговата майка до 90 годишен старец. Някои от тях са представители на цели фамилии, представяли се години наред в този празник. Така някои артисти преминават от дете в масовката, младеж, а по-сетне и до възрастен въстаник. Не само при децата, но и при възрастните, за да е сигурно участието е извършвано записване на желаещите за следващата година. Костюмите, с които са облечени изпълнителите са извадени от „скрина на баба“ или са реквизит на организаторите, а по някога са взети под наем.
По времето на зараждане на празненствата участват във възпроизвеждането на паметните събития и останали живи участници в тях от 1876 г.
Празниците започват на 30 април с тържествена заря-проверка в присъствието на политическия елит на страната в лицето на Президента на републиката или Председателя на Народното събрание.
Тук имат участие регионалният клуб „Традиция“ от града, заменил представителното военно подразделение. В спектакъла участват и артисти от гражданството на Копривщица, Златица, Мирково, Съединение, Хисаря, София, Сопот-Карлово, Червен Бряг, Тетевен и Априлци-Троян, дори и деца от Целодневна детска градина „Евлампия Векилова“. Честванията на историческите събития започват с марша „Тих бял Дунав“ в изпълнение на представителния духов оркестър на училище „Любен Каравелов“.
Община Копривщица, съвместно с  Дирекция на музеите  и Народното читалище е организатор на ежегодното честване на Априлското въстание с театрализирано възпроизваждане на епизоди от него по сценарий на Петко Теофилов и Недельо Меслеков